# Varazdat Lalayan
Varazdat Lalayan, född 1 maj 1999, är en armenisk tyngdlyftare.

## Karriär
Lalayan har tagit två VM-silver och ett VM-brons. Har har även tagit ett EM-guld, två EM-silver och ett EM-brons.